# Preriscaldatore Franco-Crosti

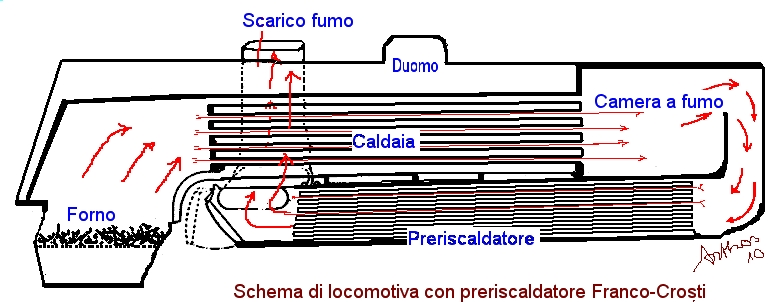
Schema di locomotiva a vapore sistema Franco-Crosti

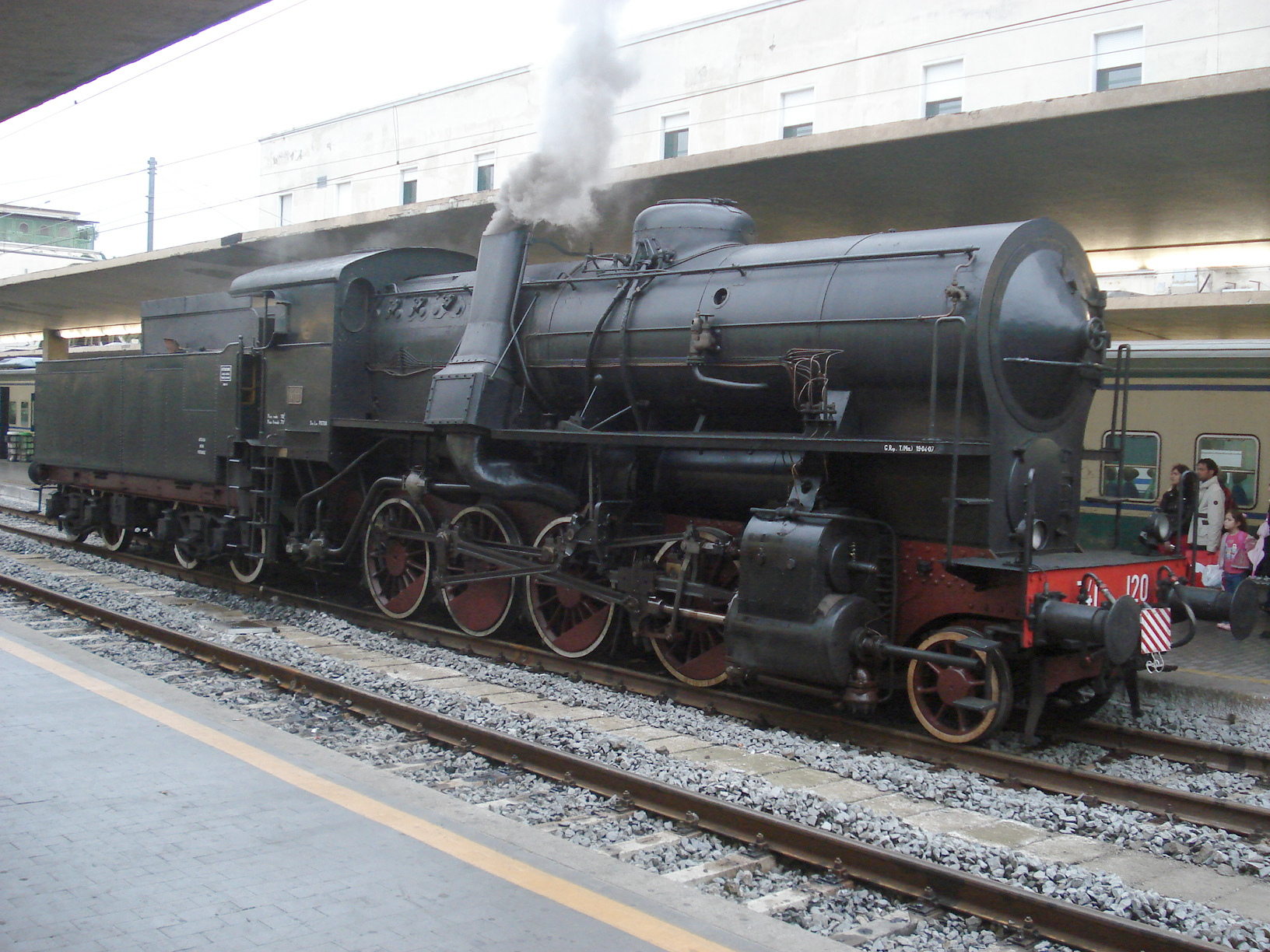
La locomotiva a vapore 741.120, sistema Franco-Crosti, delle Ferrovie dello Stato

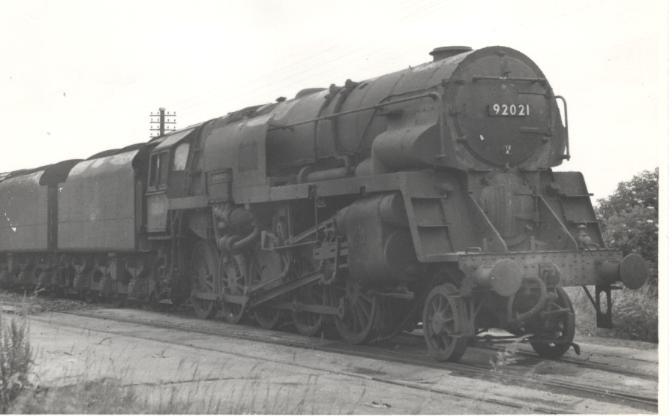
Locomotiva a vapore inglese BR 9F

Il preriscaldatore Franco-Crosti è un dispositivo di recupero del calore residuo dei gas di scarico esausti delle locomotive a vapore ideato dagli ingegneri italiani Attilio Franco e Pietro Crosti.

## Storia
Il sistema venne studiato dall'ingegner Attilio Franco, dirigente delle Fonderie Franco e, dopo la sua prematura scomparsa, fu perfezionato e commercializzato dall'ingegner Pietro Crosti della "Società Locomotive a vapore Franco", inserendosi nel tema progettuale e sperimentale, che originava dall'Ottocento, dei dispositivi economizzatori di calore per macchine a vapore fisse e da locomotiva.
La prima macchina interamente progettata e costruita ex novo secondo il sistema Franco-Crosti fu, nel 1932, una gigantesca locomotiva doppia articolata costruita per le ferrovie del Belgio con il numero 2096. Si trattava di una locomotiva dal rodiggio 0-6-2 + 2-4-2-4-2 + 2-6-0, del peso di 248 tonnellate che sviluppava una potenza di oltre 3.000 CV. Era costituita essenzialmente di due locomotive montate l'una contro l'altra simmetricamente.
Durante l'occupazione nazista del Belgio le locomotive vennero separate ed utilizzate singolarmente dopo opportuno adattamento. Catturate dalle truppe russe nel 1945 terminarono la loro carriera nei territori dell'Europa orientale.
La prima sperimentazione del sistema Franco-Crosti presso le FS avvenne utilizzando una "Mucca (gruppo 670)". La trasformazione, eseguita nel 1939 sulla locomotiva 670.030, diede origine al gruppo 672; questo rimase tuttavia composto dalla sola unità trasformata che fu rinumerata 672.001.
Dopo la prima "Franco-Crosti" le Ferrovie dello Stato, tra il 1940 e il 1941 si orientarono sulla trasformazione di gruppi di locomotive più diffusi scegliendo cinque locomotive del gruppo 685, che diedero origine al gruppo 683, e cinque del gruppo 740 inserite nel nuovo gruppo 743.
Tra il 1952 e il 1953 fu la volta di 35 locomotive gruppo 625 divenute gruppo 623. Contemporaneamente, tra il 1951 e il 1954, vennero costruite altre novanta locomotive del gruppo 743. L'ultima di esse fu costruita con un solo preriscaldatore, generando il prototipo della futura 741, costruita nel periodo 1959-1960. La 741 120, preservata da Fondazione FS presso il Deposito Locomotive di Pistoia, risulta essere l’unica locomotiva a vapore funzionante portatrice di questa trasformazione.
Il sistema suscitò l'interesse di varie amministrazioni ferroviarie europee ed extraeuropee, che costruirono o modificarono alcune macchine dei loro parchi.
Nel 1951 anche la Deutsche Bundesbahn costruì 2 locomotive Franco-Crosti a 2 preriscaldatori classificate come BR 42.90. Seguirono tra il 1954 e il 1958 31 locomotive della classe BR 50.40.
In Gran Bretagna nel 1954 furono trasformate dieci unità del tipo BR Standard Class 9F.

## Caratteristiche
Il principio di funzionamento del sistema Franco-Crosti è piuttosto semplice ma efficace. Lo scopo del sistema è quello di utilizzare il calore residuo dei gas di scarico di una locomotiva a vapore dopo che essi hanno attraversato i tubi bollitori della caldaia. Per fare ciò vengono intercettati nella camera a fumo e anziché andare dispersi nell'atmosfera attraverso il normale fumaiolo della locomotiva vengono convogliati verso un preriscaldatore d'acqua che è costruito in maniera simile ad una caldaia da locomotiva a tubi di fumo. 
L'acqua di alimentazione della caldaia viene immessa in esso prima di andare nella caldaia vera e propria attraverso una valvola unidirezionale. Il preriscaldatore non porta l'acqua all'ebollizione ma ne innalza la temperatura a spese del calore residuo dei gas di scarico. 
Per aumentare ulteriormente il rendimento globale del sistema il gas di scarico in certi casi viene fatto passare in una camicia che avvolge per quanto possibile la caldaia stessa. Il tiraggio finale dei fumi all'uscita dal preriscaldatore viene assicurato da un eiettore che scarica il vapore esausto proveniente dai cilindri alla base del camino (o dei due camini, nel caso di doppio preriscaldatore laterale). Il sistema Franco-Crosti ha permesso nell'esercizio pratico un aumento del 20-25% del rendimento delle locomotive a vapore alle quali è stato applicato.

## Locomotive prodotte o trasformate in Europa
| Sigla o gruppo                                      | Anno di produzione | Unità prodotte      | Officina di trasf.  | Rodiggio            | Note                                                      |
| SNCB 2036 "Le Mastodont"                            | 1932               | 1 locomotiva doppia |                     | C1'+1'B1B1'+1'C h8t | 1935                                                      |
| FS 672                                              | 1939               | 1 locomotiva        |                     | 2'C                 | Trasformazione da 670                                     |
| FS 683                                              | dal 1940           | 5 locomotive        |                     | 1'D                 | deriv. da 685, accantonate nel 1962                       |
| FS 743 trasformaz. di 740                           | dal 1940           | 94 locomotive       |                     | 1'D                 |                                                           |
| PKP 0601 e 0602                                     | dal 1944           | 2 locomotive        |                     | C 1' + 1'C1'        | derivano dalla SNCB 2036; accantonate nel 1955.           |
| RENFE 140.2438 Serie 140.2068-2471 di RENFE         |                    | 1 locomotiva        |                     | 1'D                 |                                                           |
| CIÈ CC1 356 CIÉ CC1                                 | 1951               | 1 locomotiva        |                     | 1'C                 |                                                           |
| DB-Baureihe 42.90                                   | 1951               | 2 locomotive        | Henschel-Werke      | 1'E h2              |                                                           |
| FS 623                                              | dal 1952           | 35 locomotive       |                     | 1'C                 | trasformazione di 625                                     |
| FS 741                                              | dal 1954           | 81 Locomotive       |                     | 1'D                 | trasform. di FS 740, accantonate alla fine degli anni '70 |
| DB-Baureihe 50.40                                   | 1954-1958          | 31 locomotive       | Henschel-Werke      | 1'E h2              | trasformazione di DRB-Baureihe 50; accantonate nel 1967.  |
| BR-Standard class 9F (BR Standard Class 9F 92020-9) | dal 1955           | 10 Locomotive       | Crewe Railway Works | 1'E                 | Numeri imm.(92020 - 92029)                                |